# Gaetano Biondelli
Gaetano Biondelli (Piacenza, XVII secolo – Piacenza, XVIII secolo) è stato un letterato e poeta italiano.
È noto per aver composto e pubblicato a Piacenza nel 1726 il "Ludus, vulgò dictus Tresette in quattro, latino metro descriptus" ("Gioco, comunemente detto Tresette in quattro, descritto in metrica latina"), un breve poema allegorico/didascalico sul gioco del Tressette scritto in latino e composto da 290 esametri. Tale componimento rappresenta una delle più antiche testimonianze scritte relative al gioco del Tressette.

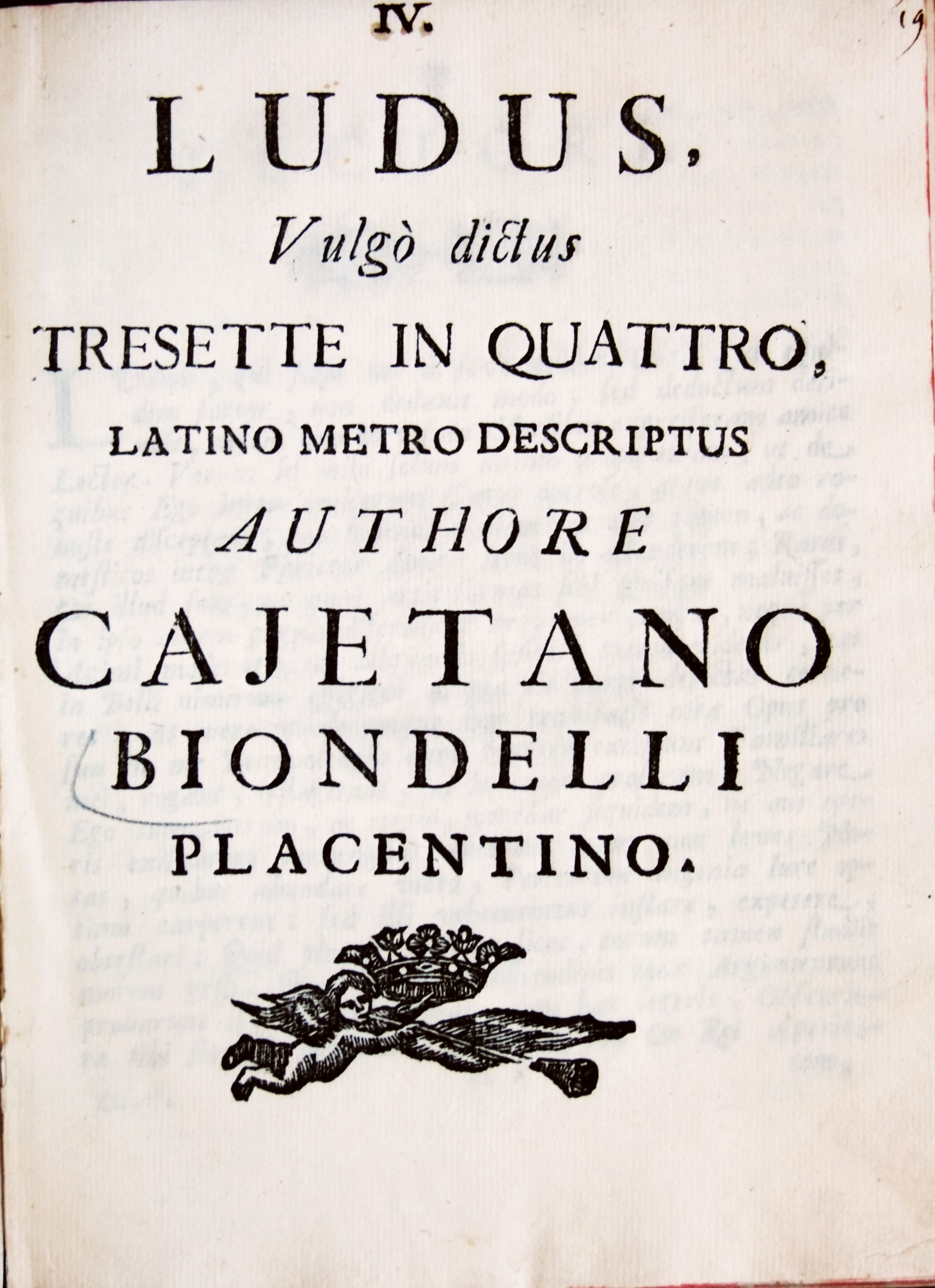
Ludus, vulgò dictus Tresette in quattro, latino metro descriptus - Frontespizio interno

## Biografia
Gaetano Biondelli nacque a Piacenza nella seconda metà del XVII secolo da Gian Pietro Biondelli e Giulia Bongiorni.
Apparteneva a una ricca famiglia di mercanti e proprietari terrieri anticamente originaria della Val d'Aveto il cui ramo principale fu insignito del titolo di nobile di Piacenza da parte di Francesco Farnese Duca di Parma Piacenza e Guastalla.
Si sposò con Elisabetta Bramini da cui ebbe l'unica figlia Lucrezia.
Su di lui il Conte Giambattista Anguissola (politico, letterato e autore piacentino vissuto tra il XVIII e il XIX secolo) nelle sue centurie scrisse il seguente epigramma: "Ludus tresette in quattro italico nomine noncupati Cajetanus Biondella mentis acie et doctrinae insignes leges consignabat chartis", ossia: "Gaetano Biondelli consegnava alle carte le leggi insigni per l'acume della mente e della dottrina del gioco definito con il nome italiano di tresette in quattro".

## Opere
- Ludus, vulgò dictus Tresette in quattro, latino metro descriptus, Piacenza, Tipografia Ducale Bazachi, 1726